# Vydřiduch
Vydřiduch je zaniklý hrad, který stával na výběžku západního svahu stejnojmenného vrchu u Svojkovic v okrese Rokycany. Většina jeho zbytků byla zničena lomem.

## Historie
Hrad, o kterém chybí jakékoliv písemné zprávy, byl podle nalezené keramiky založen pravděpodobně ve 13. století králem a jeho funkcí bylo střežit zemskou cestu z Prahy přes Plzeň do Norimberka. Nálezy keramiky předpokládají zánik hradu kolem poloviny 14. století následkem požáru. Dá se předpokládat, že zanikl při útoku Karla IV. proti Rožmberkům v roce 1352. Často bývá ztotožňován s dosud nelokalizovaným hradem Chlukov.

## Stavební podoba
V nedávné době bylo jádro hradu téměř celé zničeno lomem, takže dnes se již jeho podoba nedá rekonstruovat. Zachován zůstal pouze kousek šíjového příkopu a zbytek jihovýchodního nároží areálu.